# Monnaie athénienne
Pour les articles homonymes, voir Monnaie (homonymie).

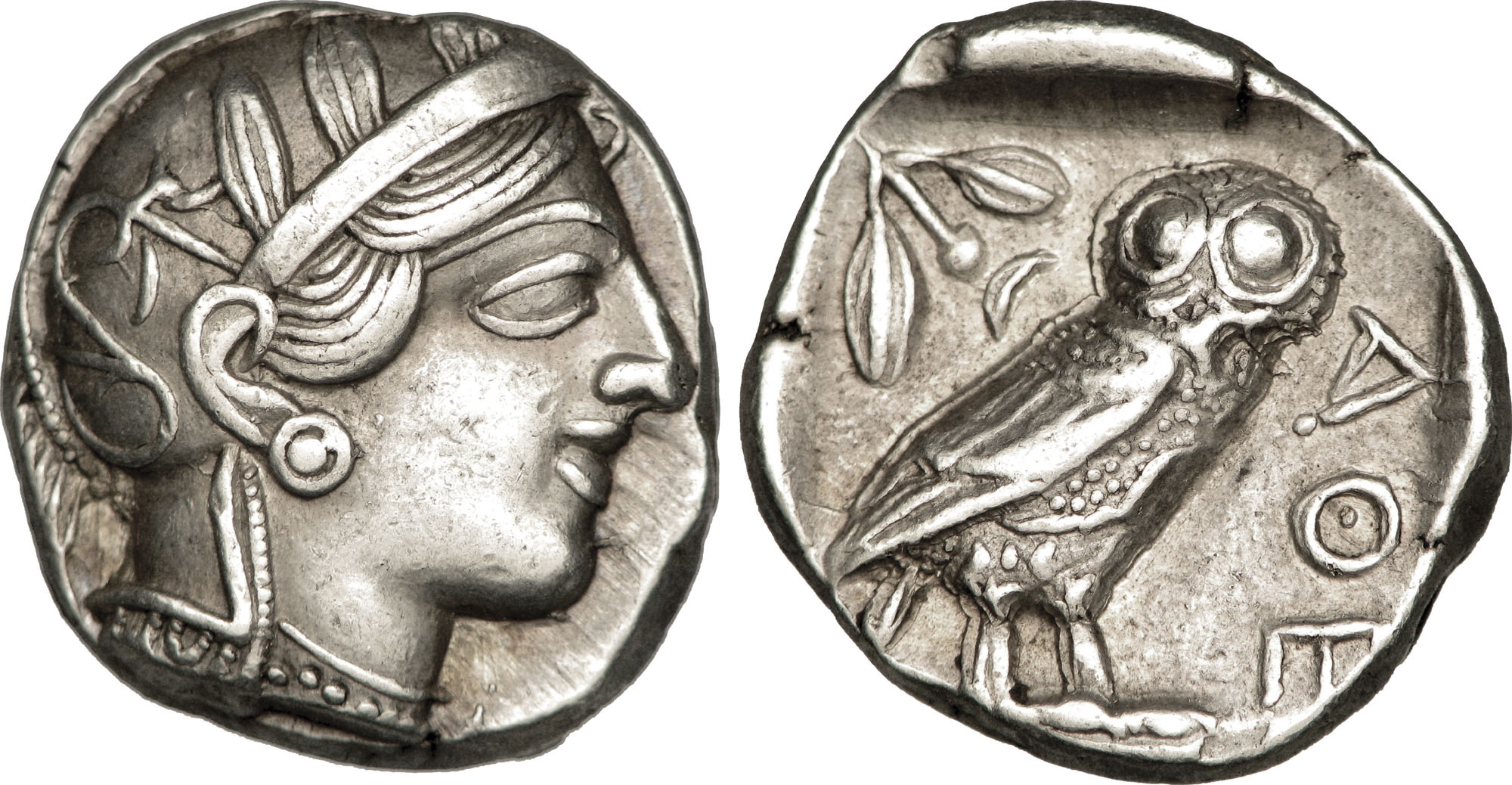
Tétradrachme athénien représentant Athéna du

La monnaie athénienne reprend la nomenclature des poids utilisée à Athènes. La monnaie d'argent est la plus courante et commence à la fin du VIe siècle av. J.-C. ; celle de bronze commence au IVe siècle av. J.-C. seulement mais dure plus longtemps. La monnaie d'or athénienne est beaucoup plus rare.
L'unité monétaire antique est la drachme de 4,363 grammes[Quand ?].

## Types de monnaie
Monnaie de bronze :
- chalque (χαλκοῦς / khalkoũs), soit un huitième d'obole ;
- dichalque ou double chalque (δίχαλκον / díkhalkon).

Monnaie d'argent :
- hémiobole ou demi-obole (ἡμιωϐόλιον / hêmiôbólion) ;
- obole (ὀϐολός / obolós), le sixième de la drachme ;
- diobole ou double obole (διώϐολον / diốbolon) ;
- tétrobole ou quadruple obole (τετρώϐολον / tetrốbolon) ;
- hemidrachme, 1/2 drachme soit 3 oboles
- drachme (δραχμή / drakhmế), soit six oboles
- didrachme ou double drachme (δίδραχμον / dídrakhmon) ; soit douze oboles
- tétradrachme ou quadruple drachme ou statère d'argent (τετράδραχμον / tetrádrakhmon) ;

Monnaie d'or :
- statère d'or (χρυσοῦς στατήρ / khrusoũs statếr), deux drachmes d'or (8,60g) soit vingt drachmes d'argent

Noms usités pour exprimer des sommes d'argent (unités de compte) :
- mine (μνᾶ / mnã) : somme de 100 drachmes
- talent (τάλαντον / tálanton) : somme de soixante mines ou six mille drachmes

## Utilisation de la monnaie athénienne
L'unité de monnaie était la drachme qui répondait à peu près à la valeur du franc Germinal, selon un calcul effectué en 1847, franc qui repose sur le bimétallisme entre argent et or selon un rapport de 15,5. Sa valeur exacte, d'après le poids moyen des anciennes monnaies attiques, était au temps de Périclès et en franc-or, de 0,92 2/3. Environ deux siècles avant notre ère, son poids fut diminué de cinq grains (265 milligrammes), et sa valeur réduite d'environ six centimes de franc équivalent. La drachme ne valant plus alors que 0,87 franc, une mine équivaudrait à 87 francs, et le talent 5 220 francs (1 talent = 60 mines). Par comparaison, un kilo d'or fin à Paris à cette époque vaut un peu moins de 3 500 francs et le salaire moyen d'un ouvrier journalier est de 2 francs.
Le statère d'or attique se confondait avec le darique (δαρειχόζ), monnaie persane du même poids et de même valeur. Il circulait aussi d'autres statères d'or de différents pays et de différentes valeurs, comme le statère de Cyzique qui valait vingt-huit drachmes, celui d'Egine, celui d'Alexandrie, celui de Phocide ou de Phocée, le moins estimé de tous. S'y rajoutaient aussi les philippes, monnaie macédonienne du nom de l'empereur.
Le talent, quand on emploie ce mot sans autre désignation, est toujours le talent attique de soixante mines. Il y avait aussi le talent euboïque à peu près de même valeur, le talent d'Egine valant six mines, celui de Syracuse, celui d'Alexandrie, etc.
Le talent d'or est moins une somme pécuniaire qu'une quantité d'or déterminée par le poids. On l'évalue ordinairement à dix talents d'argent ou six cents mines : 55 600 fr. de 1847.

### La monnaie du temps de Démosthène
Dans la Première Philippique, l'orateur grec Démosthène vers 351 av. J.-C. décrit quelles dépenses sont nécessaires à lever une armée capable de résister à l'hégémonie naissante du roi de Macédoine Philippe II.
"Pour l'entretien de cette armée, j'entends la nourriture seulement, il faut quatre-vingt-dix talents, même un peu plus ; quarante pour les dix trièmes, à vingt mines par mois pour chaque vaisseau ; quarante encore pour les deux mille fantassins, à dix drachmes par mois pour la nourriture de chaque homme ; et enfin douze talents pour les deux cents cavaliers, à trente drachmes par mois pour chacun."

## Les poids et la monnaie chez les Grecs athéniens
Les noms des poids servaient aussi pour les monnaies, parce que la valeur de ces dernières était réglée sur leur poids d'argent.
L'unité de poids était la drachme égale à 4,363 g. On estimait que la drachme des Grecs correspondait au huitième de l'once romaine, mais c'en était plutôt le sixième ou le septième, l'once romaine valant 27, 165 g.
Autres poids utilisés : l'obole de 0.727 gr., la mine de 436.300 gr. le talent de 26 178.000 gr.
Menus poids employés principalement en pharmacie :
| Nom des poids en pharmacie             | Grammes | Milligrammes |
| -------------------------------------- | ------- | ------------ |
| Drachme                                | 4       | 363          |
| Gramme ou scrupule (1/3 de la drachme) | 1       | 454          |
| Obole (moitié du gramme)               | 0       | 727          |
| Lupin (2/3 de l'obole)                 | 0       | 484          |
| Silique (moitié du lupin)              | 0       | 242          |
| Chalque (1/8 de l'obole)               | 0       | 091          |
| Sitaire (1/4 de la silique)            | 0       | 061          |